# Schlegeisspeicher
Schlegeisspeicher är en reservoar i Österrike.   Den ligger i förbundslandet Tyrolen, i den västra delen av landet, 400 km väster om huvudstaden Wien. Schlegeisspeicher ligger 1 780 meter över havet. Arean är 1,8 kvadratkilometer. Den sträcker sig 3,1 kilometer i nord-sydlig riktning, och 2,0 kilometer i öst-västlig riktning.